# Nikolaus Pfanner
Nikolaus Pfanner (* 10. September 1956 in Simmerberg) ist ein deutscher Mediziner mit Schwerpunkten in der Biochemie und Zellbiologie. Gemeinsam mit Jürgen Soll erhielt er 2004 den Gottfried-Wilhelm-Leibniz-Preis.

## Leben
Nikolaus Pfanner wuchs im Dorf Neuhaus auf. Der Archäologe und Restaurator Michael Pfanner ist einer seiner vier Geschwister. Nach dem Besuch des Salvatorkollegs in Hörbranz und dem Abitur am Bodensee-Gymnasium Lindau im Jahr 1976  studierte Pfanner Medizin in München und promovierte dort 1985. Er blieb als Postdoktorand bis 1986 in München und übernahm im Jahr darauf die Leitung einer Arbeitsgruppe mit Forschungen zum Thema Molekulare Grundlagen der Biogenese von Zellorganellen. Im Rahmen dieser Forschungen verbrachte Pfanner einen einjährigen Aufenthalt an der Princeton-Universität. 1990 habilitierte er sich in physiologischer Chemie. 1992 erfolgten Lehrrufe nach Marburg, Homburg, Berlin und Freiburg. Nikolaus Pfanner entschied sich für Freiburg und ist seither Professor und Direktor am Institut für Biochemie und Molekularbiologie an der Albert-Ludwigs-Universität Freiburg. 1996 wurde er zum Fachgutachter der Deutschen Forschungsgemeinschaft für Biochemie berufen. Von 2009 bis 2011 war Nikolaus Pfanner Präsident der Gesellschaft für Biochemie und Molekularbiologie (GBM). Im Jahr 2000 wurde er zum Mitglied der Leopoldina gewählt.
Nikolaus Pfanner ist verheiratet und hat zwei Kinder.

## Forschung
Pfanner erbrachte maßgebliche Erkenntnisse in der Zellforschung. So konnte er mehrere Rezeptoren und Transportwege, sogenannte Kanäle, der Proteine auf ihrem Weg von ihrer „Geburtsstätte“ im Cytosol zu den Mitochondrien entdecken und deren Funktionsweise beschreiben. Seine Forschungen auf dem Gebiet der Proteinherstellung und des Proteinverkehrs sind inzwischen Bestandteil in Lehrbüchern für Zellbiologie und Biochemie.

## Schriften
- Zur Rolle des Membranpotentials beim Import mitochondrialer Vorstufenproteine, München, Universitätsdissertation, 1985
- über 300 Publikationen im Bereich der molekularen Zellbiologie[3]

## Auszeichnungen
- 1991: Förderpreis der Universität München
- 1994: Mitglied der European Molecular Biology Organization (EMBO)
- 2002: Max-Planck-Forschungspreis für internationale Kooperation
- 2004: Gottfried-Wilhelm-Leibniz-Preis
- 2004: Mitglied der Heidelberger Akademie der Wissenschaften
- 2005: Mitglied der Academia Europaea[4]
- 2008: Landesforschungspreis Baden-Württemberg[5]
- 2012: Hector Wissenschaftspreis[6]
- seit 2013: Mitglied der Hector Fellow Academy[7]
- 2014: Preis der Feldberg Foundation
- 2015: Otto-Warburg-Medaille
- 2015: Bundesverdienstkreuz am Bande
- 2021: Schleiden-Medaille der Leopoldina